# خانواده ریونیون (فیلم ۲۰۱۱)
خانواده ریونیون (به انگلیسی: The Reunion) فیلمی محصول سال ۲۰۱۱ آمریکا است. در این فیلم بازیگرانی همچون جان سینا، مایکل ریسپولی، ایتان امبری، بوید هالبروک و امی اسمارت ایفای نقش کرده‌اند. این فیلم در استودیو WWE ضبط شده در در کشور ایالات متحده به زبان انگلیسی منتشر شده است. مدت زمان این فیلم برابر با ۹۰ دقیقه می‌باشد.

## بازیگران
- جان سینا در نقش Sam Cleary
- ایتان امبری در نقش Leo Cleary
- بوید هالبروک در نقش Douglas Cleary
- امی اسمارت در نقش Nina Cleary
- مایکل ریسپولی در نقش Marcus Canton
- گرگ هنری در نقش Kyle Wills
- لی‌لا لورن در نقش Theresa Trujillo
- Jack Conley در نقش Jack Nealon
- Carmen Serano در نقش Angelina the stripper